# Schynige Platte
Schynige Platte är en bergskam i Bernalperna i kantonen Bern i Schweiz. Den är belägen cirka 50 kilometer sydost om huvudstaden Bern. Bergskammen består av de tre topparna Gumihorn (2 099 m ö.h.), Tuba (2 076 m ö.h.) och Geiss (2 068 m ö.h.).
En utkikspunkt finns på omkring 2 000 meters höjd, som enklast nås med den smalspåriga kuggstångsbanan Schynige Platte-Bahn från Wilderswil. Därifrån finns vidare anslutning till Interlaken. Platsen är en utgångspunkt för flera vandringsleder, bland annat till Faulhorn–First/Grindelwald. Vid Schynige Platte ligger också en alpinsk botanisk trädgård, med över 650 olika växtarter.